# Championnats du monde de cyclisme sur piste 2002
Navigation
Championnats du monde 2001 Championnats du monde 2003
Les championnats du monde de cyclisme sur piste 2002 se sont déroulés à la Super Arena de Ballerup, dans la banlieue de Copenhague au Danemark du 25 au 29 septembre. Ces championnats marquent l'apparition du scratch masculin et féminin et du keirin féminin.
Les coureurs australiens ont dominé ces championnats en remportant 4 des 15 épreuves, pour un total de 13 médailles sur 45.

## Résultats

### Hommes
| Compétition            | Or                                                                     | Or             | Argent                                                              | Argent         | Bronze                                                            | Bronze         |
| ---------------------- | ---------------------------------------------------------------------- | -------------- | ------------------------------------------------------------------- | -------------- | ----------------------------------------------------------------- | -------------- |
| Kilomètre              | Chris Hoy Royaume-Uni                                                  | 1 min 01 s 893 | Arnaud Tournant France                                              | 1 min 01 s 894 | Shane Kelly Australie                                             | 1 min 02 s 128 |
| Keirin                 | Jobie Dajka Australie                                                  |                | José Antonio Villanueva Espagne                                     |                | René Wolff Allemagne                                              |                |
| Vitesse individuelle   | Sean Eadie Australie                                                   |                | Jobie Dajka Australie                                               |                | Florian Rousseau France                                           |                |
| Vitesse par équipes    | Jamie Staff Chris Hoy Craig MacLean Royaume-Uni                        |                | Ryan Bayley Jobie Dajka Sean Eadie Australie                        |                | Jens Fiedler Sören Lausberg Carsten Bergemann Allemagne           |                |
| Poursuite individuelle | Bradley McGee Australie                                                |                | Luke Roberts Australie                                              |                | Jens Lehmann Allemagne                                            |                |
| Poursuite par équipes  | Peter Dawson Brett Lancaster Stephen Wooldridge Luke Roberts Australie |                | Christian Bach Guido Fulst Sebastian Siedler Jens Lehmann Allemagne |                | Chris Newton Paul Manning Bradley Wiggins Bryan Steel Royaume-Uni |                |
| Américaine             | Jérôme Neuville Franck Perque France                                   | 5              | Roland Garber Franz Stocher Autriche                                | 18 (-1 tour)   | Juan Curuchet Edgardo Simón Argentine                             | 17 (-1 tour)   |
| Course aux points      | Chris Newton Royaume-Uni                                               | 76             | Franz Stocher Autriche                                              | 50             | Juan Curuchet Argentine                                           | 49             |
| Scratch                | Franco Marvulli Suisse                                                 |                | Tony Gibb Royaume-Uni                                               |                | Stefan Steinweg Allemagne                                         |                |

### Femmes
| Compétition            | Or                                     | Or       | Argent                        | Argent   | Bronze                     | Bronze   |
| ---------------------- | -------------------------------------- | -------- | ----------------------------- | -------- | -------------------------- | -------- |
| 500 mètres             | Natallia Tsylinskaya Biélorussie       | 34 s 838 | Nancy Contreras Reyes Mexique | 34 s 898 | Kerrie Meares Australie    | 34 s 964 |
| Keirin                 | Li Na Chine                            |          | Clara Sanchez France          |          | Rosealee Hubbard Australie |          |
| Vitesse individuelle   | Natallia Tsylinskaya Biélorussie       |          | Kerrie Meares Australie       |          | Katrin Meinke Allemagne    |          |
| Poursuite individuelle | Leontien Zijlaard-van Moorsel Pays-Bas |          | Olga Slyusareva Russie        |          | Katherine Bates Australie  |          |
| Course aux points      | Olga Slyusareva Russie                 | 35       | Lada Kozlíková Tchéquie       | 23       | Vera Carrara Italie        | 20       |
| Scratch                | Lada Kozlíková Tchéquie                |          | Rochelle Gilmore Australie    |          | Olga Slyusareva Russie     |          |

## Tableau des médailles
| Rang | Nation      | Or | Argent | Bronze | Total |
| ---- | ----------- | -- | ------ | ------ | ----- |
| 1    | Australie   | 4  | 5      | 4      | 13    |
| 2    | Royaume-Uni | 3  | 1      | 1      | 5     |
| 3    | Biélorussie | 2  |        |        | 2     |
| 4    | France      | 1  | 2      | 1      | 4     |
| 5    | Russie      | 1  | 1      | 1      | 3     |
| 6    | Tchéquie    | 1  | 1      |        | 2     |
| 7    | Chine       | 1  |        |        | 1     |
| 7    | Pays-Bas    | 1  |        |        | 1     |
| 7    | Suisse      | 1  |        |        | 1     |
| 10   | Autriche    |    | 2      |        | 2     |
| 11   | Allemagne   |    | 1      | 5      | 6     |
| 12   | Espagne     |    | 1      |        | 1     |
| 12   | Mexique     |    | 1      |        | 1     |
| 14   | Argentine   |    |        | 2      | 2     |
| 15   | Italie      |    |        | 1      | 1     |

## Sources
- (en) Résultats complets des championnats du monde sur le site Cyclingnews.com